# Sam Liccardo

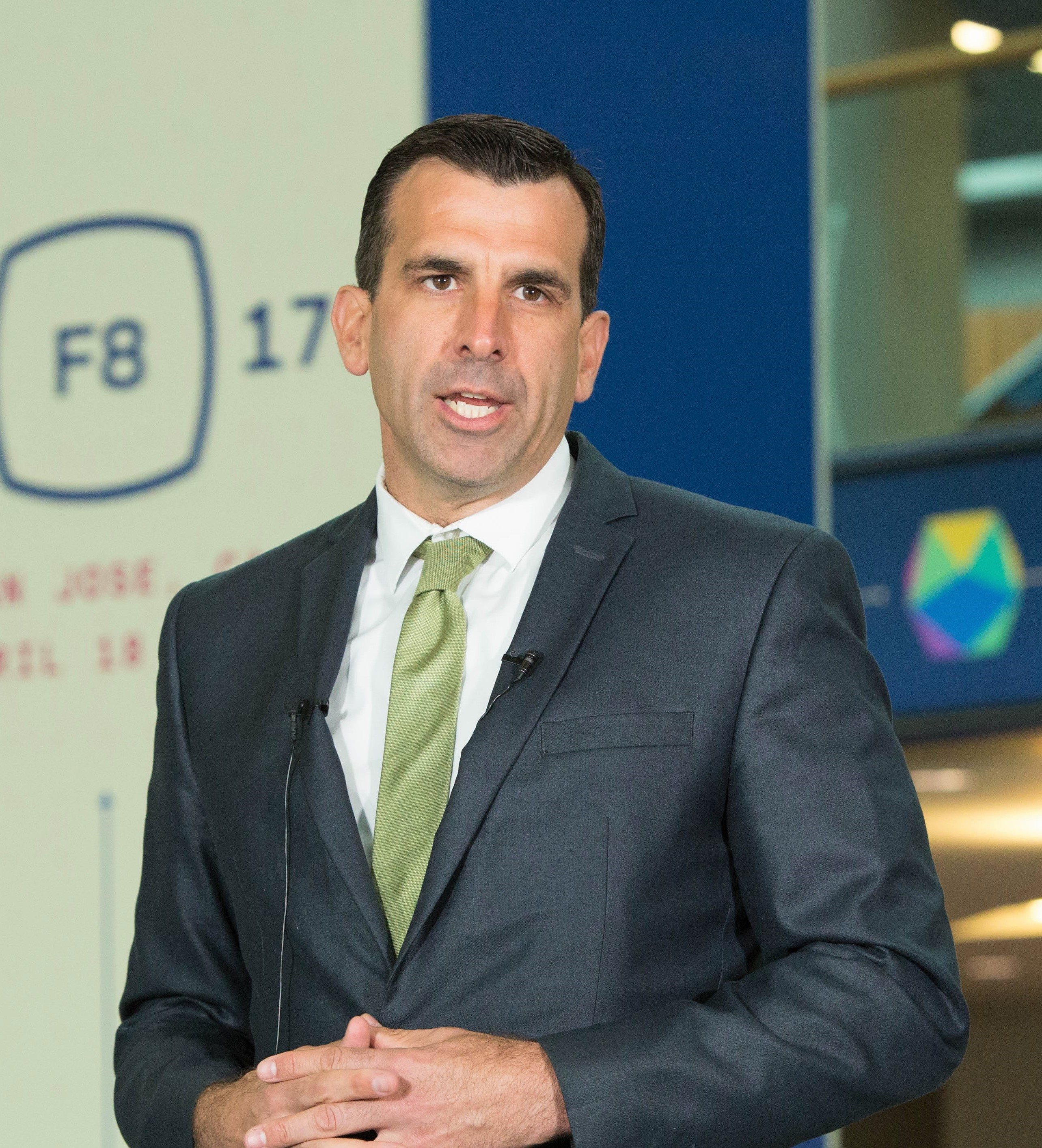
Sam Liccardo 2017

Samuel „Sam“ Theodore Liccardo (* 16. April 1970 in Saratoga (Kalifornien)) ist ein US-amerikanischer Politiker der Demokraten. Von 2015 bis 2023 war er Bürgermeister von San José und wurde 2024 im 16. Kongresswahlbezirk Kaliforniens in das Repräsentantenhaus gewählt.

## Leben
Sam Liccardo wuchs in San José auf. Er studierte zunächst an der Georgetown University und schloss das Studium dort mit einem Bachelor 1991 ab. Er ging dann an die Harvard University. An der Kennedy School of Government erlangte er 1996 einen Master-Abschluss und im gleichen Jahr den Titel eines Juris Doctor der Harvard Law School.
Von 2001 bis Ende 2006 war er Staatsanwalt im Santa Clara County.

## Politik
Von 2007 bis 2015 war Sam Liccardo Mitglied des Stadtrates von San José.

### Bürgermeister von San José
Sam Liccardo gewann die Bürgermeisterwahl in San José 2014 knapp mit 51 %. Bei der Wiederwahl 2018 erzielte Liccardo 75,84 %.
Nach den Protesten infolge des Todes von George Floyd wandte sich Liccardo gegen die Definanzierung der Polizei. Dies würde notwendige Reformmaßnahmen verhindern.
Die COVID-19-Pandemie fand in seiner Amtszeit statt. Zu Thanksgiving 2020 verletzt er COVID-19-Richtlimien mit einem Thanksgivingfamilienessen und entschuldigte sich hierfür. Er hatte zuvor dazu aufgerufen, solche Familienzusammenkünfte zu vermeiden. Im Mai 2022 und Juli 2022 wurde er selbst positiv auf COVID-19 getestet.

### Repräsentantenhaus
Nachdem die Repräsentantin Anna Eshoo erklärt hatte, dass sie nicht erneut kandidiere, meldete Liccardo Ende 2023 seine Kandidatur für die Wahlen zum Repräsentantenhaus der Vereinigten Staaten 2024 zum 119. Kongress in dem Silicon-Valley-Sitz an.
Nachdem es nach der Primary zu Nachzählungen gekommen war, stand Anfang Mai 2024 fest, dass Sam Liccardo und sein Parteifreund Evan Low sich für die Stichwahl im November qualifiziert hatten. Die Stichwahl konnte er dann mit 58,2 % für sich entscheiden.